# France Poker Series Saison 3
Résultats et tournois de la saison 3 du France Poker Series (FPS).

## Résultats et tournois

### FPS 3 Snowfest  Évian
- Lieu : Casino d'Évian, Évian-les-Bains,  France[1]
- Prix d'entrée : 1 100 €[1]
- Date : Du 21 au 24 mars 2013[1]
- Nombre de joueurs :  280
- Prize Pool : 268 800 €
- Nombre de places payées :  36

| Place | Nom               | Prix     |
| ----- | ----------------- | -------- |
| 1er   | Neil Raine        | 60 000 € |
| 2e    | Michael Reubi     | 40 000 € |
| 3e    | Christopher Brown | 23 200 € |
| 4e    | Fabrice Soulier   | 18 100 € |
| 5e    | Olivier Fazio     | 15 100 € |
| 6e    | Romain Secret     | 12 600 € |
| 7e    | Anthony Di Zazzo  | 10 200 € |
| 8e    | Chacki Aissat     | 8 100 €  |
| 9e    | Patrikios Chagiat | 6 700 €  |

### FPS 3 Amnéville
- Lieu : Casino d'Amnéville, Amnéville,  France[2]
- Prix d'entrée : 1 100 €[2]
- Date : Du 30 mai au 2 juin 2013[2]
- Nombre de joueurs :  417
- Prize Pool : 400 320 €
- Nombre de places payées :  50

| Place | Nom              | Prix     |
| ----- | ---------------- | -------- |
| 1er   | Ibrahim Feliani  | 92 000 € |
| 2e    | Nicolas Feyssat  | 60 000 € |
| 3e    | Moussa Dahman    | 37 500 € |
| 4e    | Rémi Grandemange | 27 500 € |
| 5e    | Quentin Lecomte  | 21 000 € |
| 6e    | Unknown          |          |
| 7e    | Mokrane Boukedim | 13 500 € |
| 8e    | José Besaldulch  | 10 500 € |
| 9e    | Ludovic Sultan   | 7 520 €  |

### FPS 3 Cannes-Mandelieu
- Lieu : Royal Casino de Cannes-Mandelieu, Mandelieu-la-Napoule,  France[3]
- Prix d'entrée : 1 100 €[3]
- Date : Du 26 au 29 septembre 2013[3]
- Nombre de joueurs :  559
- Prize Pool : 559 000 €
- Nombre de places payées :  64

| Place | Nom                | Prix      |
| ----- | ------------------ | --------- |
| 1er   | Giedrius Gradeckas | 120 000 € |
| 2e    | Yann Belkheir      | 81 100 €  |
| 3e    | Grégory Bultel     | 52 300 €  |
| 4e    | Julien Bauduin     | 36 200 €  |
| 5e    | Matthieu Renoud    | 29 200 €  |
| 6e    | David Zakine       | 22 800 €  |
| 7e    | Mickaël Hugues     | 17 400 €  |
| 8e    | Tim Hartmann       | 13 440 €  |
| 9e    | Sébastien Buonomo  | 10 000 €  |

### FPS 3 Paris
- Lieu : Cercle Cadet, Paris,  France[4]
- Prix d'entrée : 1 100 €[4]
- Date : Du 16 au 23 novembre 2013[4]
- Nombre de joueurs :  818
- Prize Pool : 899 800 €
- Nombre de places payées :  95

| Place | Nom                  | Prix      |
| ----- | -------------------- | --------- |
| 1er   | Rodolphe Dethiere    | 153 000 € |
| 2e    | Fangzhong Yang       | 102 000 € |
| 3e    | Julien Kron          | 67 580 €  |
| 4e    | Bertrand Grospellier | 52 500 €  |
| 5e    | Kévin Montagne       | 41 500 €  |
| 6e    | Thanh Huynh          | 31 000 €  |
| 7e    | Philippe Pertuisot   | 22 000 €  |
| 8e    | Sandra Modestine     | 17 800 €  |
| 9e    | François Creignou    | 15 300 €  |

### FPS 3 Deauville Final
- Lieu : Casino Barrière de Deauville, Deauville,  France[5]
- Prix d'entrée : 1 100 €[5]
- Date : Du 22 au 26 janvier 2014[5]
- Nombre de joueurs :  1 095
- Prize Pool : 1 051 200 €
- Nombre de places payées :  142

| Place | Nom               | Prix      |
| ----- | ----------------- | --------- |
| 1er   | Niels van Leeuwen | 175 000 € |
| 2e    | Jean-Paul Vasseur | 115 000 € |
| 3e    | Yehoram Houri     | 82 100 €  |
| 4e    | Corentin Ropert   | 60 100 €  |
| 5e    | Christophe Leroux | 45 000 €  |
| 6e    | Erwann Pécheux    | 33 000 €  |
| 7e    | Mathieu Mariani   | 25 000 €  |
| 8e    | Fahd Kaabat       | 21 850 €  |
| 9e    | Andrew Teng       | 18 400 €  |